# 西大井
西大井（日语：／ Nishi-ōi */?）是東京都品川區的地名，設一丁目至六丁目。2013年（平成25年）8月1日為止的人口有18,830人。郵遞區號140-0015。

## 地理
位於品川區東南部。北與二葉以立會道路為界，東鄰大井，南接大田區山王，西南連大田區東馬込。西與品川區中延之間以第二京濱為界。
町域內有光學通（來自本地的尼康）、瀧王子通、西大井本通等道路。此外，橫須賀線（品鶴線）路廊通過町內，西大井站位於北部的一丁目。西大井站前公寓、大樓、商店聚集，其他地區主要為住宅區。

## 歷史
1964年（昭和39年）實施新住居表示，大井森前町、大井原町、大井金子町、大井伊藤町全部與大井出石町西側三分之二、二葉町六丁目和東中延四丁目各一部分合併為現行的西大井。

### 地名由來
為舊大井町的西部。

### 住居表示實施前後的町名變遷
| 實施後       | 實施前                               |
| 西大井一丁目 | 大井森前町                           |
| 西大井二丁目 | 大井原町                             |
| 西大井三丁目 | 大井出石町                           |
| 西大井四丁目 | 大井金子町                           |
| 西大井五丁目 | 大井伊藤町南半部                     |
| 西大井六丁目 | 大井伊藤町北半部、二葉町六丁目一部分 |

## 交通
町域內有橫須賀線（品鶴線）西大井站。西部可利用東急大井町線、都營淺草線中延站與都營淺草線馬込站。此外，也可利用大井町站發車的巴士路線。

## 設施
- 尼康大井製作所
- 小野學園女子中學、高等學校
- 品川區立西大井廣場公園
- 朋優學院高等學校
- 品川區立富士見台中學校
- 品川區立伊藤小學校
- 東芝會館
- 養玉院如來寺

## 史蹟
- 伊藤博文墓所　伊藤博文生前的別邸，晩年在此定居。當地一帶的舊名為大井伊藤町。現在以伊藤命名的有小中一貫校伊藤學園（大井）、伊藤小學校等。

## 圖片

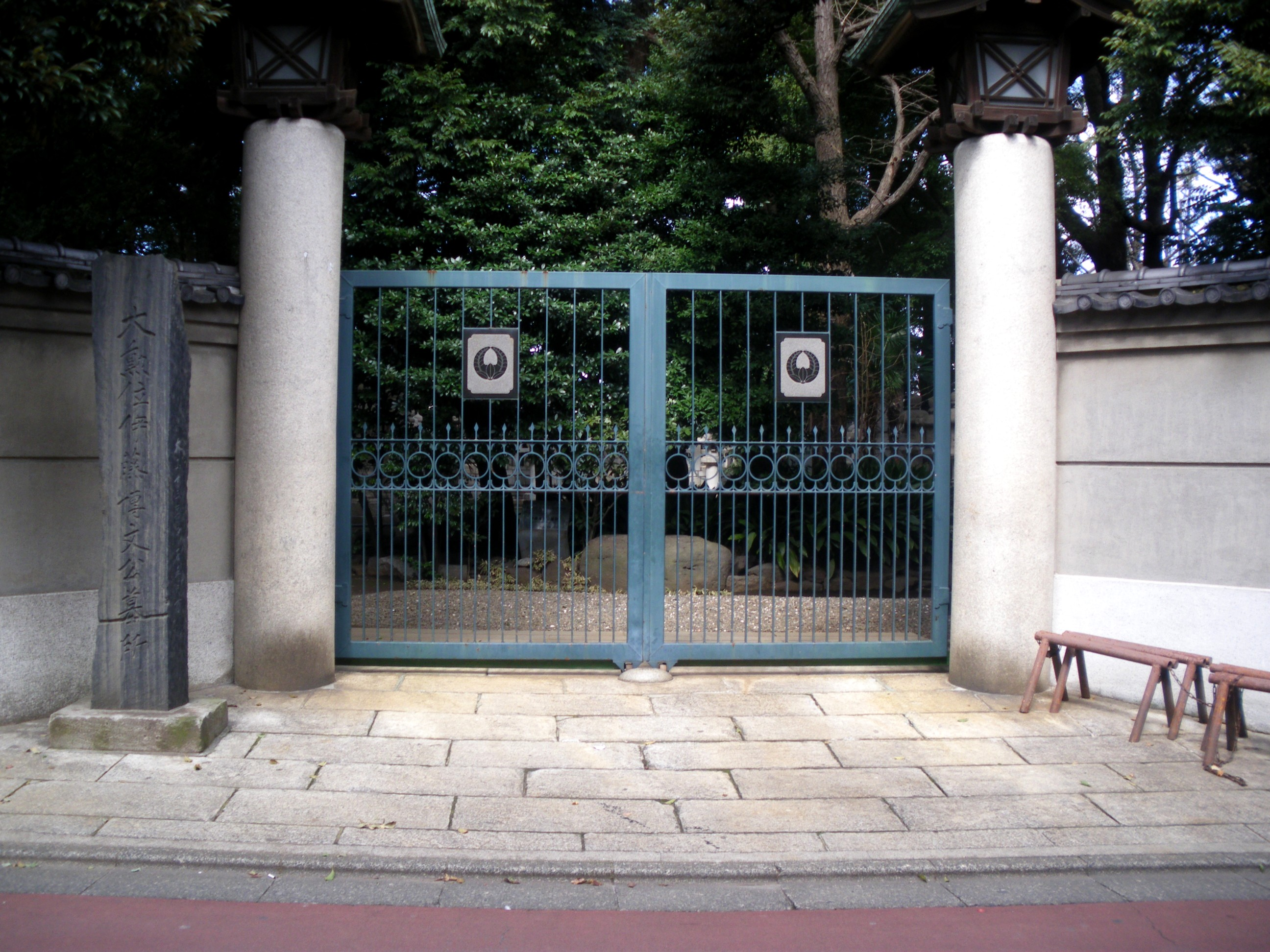
伊藤博文墓所
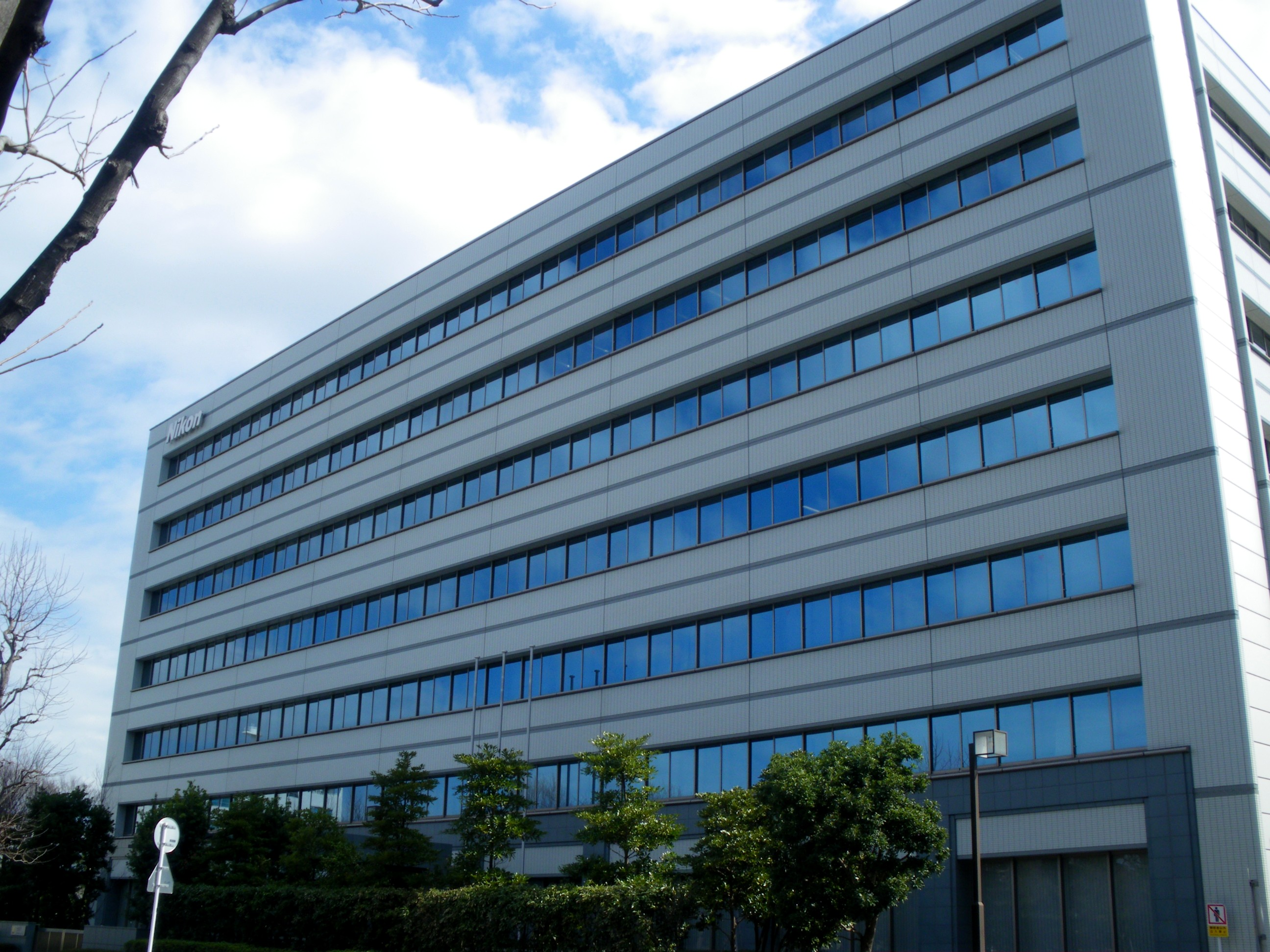
尼康大井製作所

## 備註
1. ↑  .   [2013年8月7日]. （原始内容存档于2014年2月23日）.